# چوی یه سئول
چوی یه سئول (کره‌ای: 최예슬؛ زادهٔ ۲۴ دسامبر ۱۹۹۸) بازیکن فوتبال اهل کره جنوبی است.
از باشگاه‌هایی که در آن بازی کرده‌است می‌توان به باشگاه فوتبال آی ان ای سی کوبه لئونسا اشاره کرد.
وی همچنین در تیم‌های ملی فوتبال زنان کره جنوبی بازی کرده‌است.